# Scafopode
Scafopodele sunt moluște exclusiv marine, circa 350 specii care trăiesc în sedimentele de pe fundul mării, cu corpul înfundat jumătate în nisip. Un reprezentant al scafopodelor este scoica colț. Fiecare jumătate a scoicii este o imagine în oglindă a celeilalte. Cochilia lor este conică, puțin curbată și deschisă la ambele capete. Corpul este complet ascuns în această cochilie, fiind învelit în mantaua care-l înconjoară. Prin deschiderea mai mare iese piciorul. Se hrănesc cu protozoare pe care le prind cu limba și le strivesc cu radula. Sexele sunt separate, iar dezvoltarea se face prin metamorfoză.

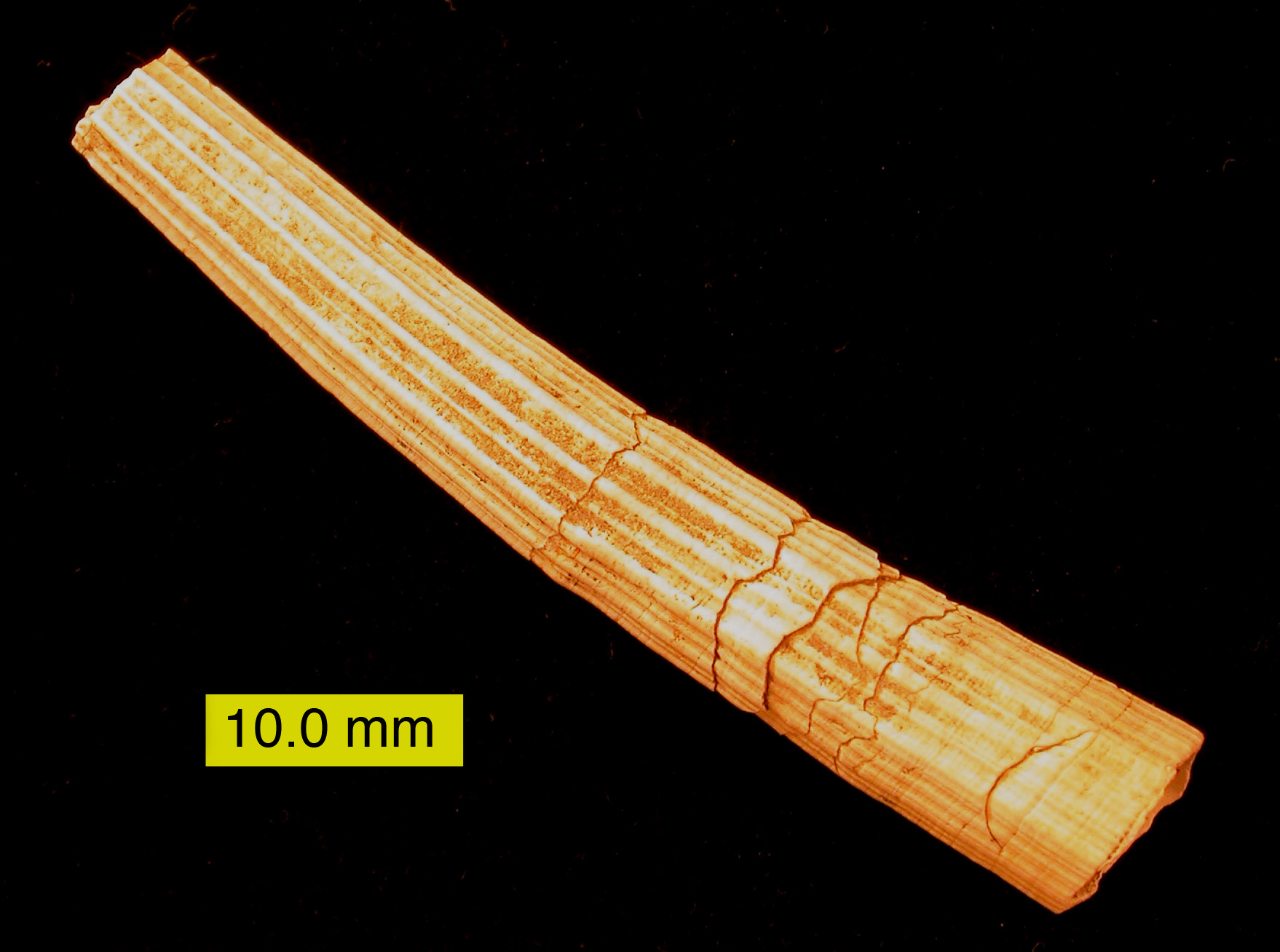